# Marcos Giron
Marcos Giron (Thousand Oaks, 24 juli 1993) is een Amerikaanse tennisspeler. Hij heeft in zijn carrière tot nu toe 1 ATP-toernooi gewonnen (Newport 2024). Dit leidde tot zijn hoogste ranking op de ATP tour ooit (37).

## Palmares

### Palmares enkelspel
| Nr.                  | Datum             | Toernooi      | Ondergrond | Tegenstander in finale | Score               | Details |
| -------------------- | ----------------- | ------------- | ---------- | ---------------------- | ------------------- | ------- |
| Finales              |                   |               |            |                        |                     |         |
| 1.                   | 25 september 2022 | ATP San Diego | Hardcourt  | Brandon Nakashima      | 4–6, 4–6            | Details |
| 2.                   | 22 juli 2024      | ATP Newport   | Grass      | Alex Michelsen         | 6-7, 6-3, 7-5       |         |
| Gewonnen challengers |                   |               |            |                        |                     |         |
| 1.                   | 6 januari 2019    | Orlando       | Hardcourt  | Darian King            | 6-4, 6-4            |         |
| 2.                   | 17 november 2019  | Houston       | Hardcourt  | Ivo Karlović           | 7-5, 6-7(5), 7-6(9) |         |

### Palmares dubbelspel
| Nr.                  | Datum            | Toernooi     | Ondergrond    | Partner        | Tegenstanders in finale  | Score       |
| -------------------- | ---------------- | ------------ | ------------- | -------------- | ------------------------ | ----------- |
| Gewonnen challengers |                  |              |               |                |                          |             |
| 1.                   | 10 februari 2019 | Dallas       | Hardcourt (i) | Dennis Novikov | Ante Pavic Ruan Roelofse | 6-4, 7-6(3) |
| 2.                   | 3 maart 2019     | Indian Wells | Hardcourt     | JC Aragone     | Darian King Hunter Reese | 6-4, 6-4    |

## Resultaten grandslamtoernooien
| Legenda | Legenda                          |
| ------- | -------------------------------- |
| g.t.    | geen toernooi gehouden           |
| l.c.    | lagere categorie                 |
| –       | niet deelgenomen                 |
| G       | uitgeschakeld in de groepsfase   |
| 1R      | uitgeschakeld in de eerste ronde |
| 2R      | uitgeschakeld in de tweede ronde |
| 3R      | uitgeschakeld in de derde ronde  |
| 4R      | uitgeschakeld in de vierde ronde |
| KF      | uitgeschakeld in de kwartfinale  |
| HF      | uitgeschakeld in de halve finale |
| F       | de finale verloren               |
| W       | het toernooi gewonnen            |
| w-v     | winst/verlies-balans             |

### Enkelspel
| Grandslamtoernooien  |      |      |      |      |      |      |
| Australian Open      | –    | –    | 1R   | 1R   | 1R   | 1R   |
| Roland Garros        | –    | –    | 2R   | 3R   | 1R   | 3R   |
| Wimbledon            | –    | 1R   | g.t. | 2R   | 2R   | 2R   |
| US Open              | 1R   | 1R   | 2R   | 2R   | 1R   |      |
| ATP Masters 1000     |      |      |      |      |      |      |
| Indian Wells         | –    | 3R   | g.t. | 2R   | 1R   | 2R   |
| Miami                | –    | –    | g.t. | 2R   | 1R   | 1R   |
| Monte Carlo          | –    | –    | g.t. | –    | 1R   | –    |
| Madrid               | –    | –    | g.t. | 2R   | –    | 2R   |
| Rome                 | –    | –    | –    | –    | 3R   | 1R   |
| Montreal/Toronto     | –    | –    | g.t. | –    | 1R   | 3R   |
| Cincinnati           | –    | –    | 2R   | 1R   | 2R   | –    |
| Shanghai             | –    | –    | g.t. | g.t. | g.t. |      |
| Parijs               | –    | –    | 3R   | 3R   | –    |      |
| Olympische Spelen    |      |      |      |      |      |      |
| Olympische Spelen    | g.t. | g.t. | g.t. | 2R   | g.t. | g.t. |
| Statistieken         |      |      |      |      |      |      |
| Totaal aantal titels | 0    | 0    | 0    | 0    | 0    | 0    |
| Eindejaarsranking    | 375  | 102  | 73   | 66   | 61   |      |

### Mannendubbelspel
| Grandslamtoernooien  |      |      |      |      |      |      |
| Australian Open      | –    | –    | –    | 1R   | 3R   | 1R   |
| Roland Garros        | –    | –    | –    | –    | 1R   | 2R   |
| Wimbledon            | –    | –    | g.t. | –    | 1R   | 1R   |
| US Open              | 1R   | –    | –    | 1R   | 1R   |      |
| Olympische Spelen    |      |      |      |      |      |      |
| Olympische Spelen    | g.t. | g.t. | g.t. | –    | g.t. | g.t. |
| Statistieken         |      |      |      |      |      |      |
| Totaal aantal titels | 0    | 0    | 0    | 0    | 0    | 0    |
| Eindejaarsranking    | 1288 | 219  | 623  | 1047 | 203  |      |